# Cláudia Otávia
Cláudia Otávia (português brasileiro) ou Cláudia Octávia (português europeu) (em latim: Claudia Octavia; Roma, 40 ou 39 - Pandateria, 8 de junho de 62) foi uma imperatriz-consorte romana, primeira esposa do imperador Nero. Ela era uma sobrinha-neta do imperador Tibério, prima de primeiro grau pelo lado paterno de Calígula e filha de Cláudio, além de irmã de criação de seu esposo, Nero. O asteróide 598 Octavia foi batizado em sua homenagem.

## Família
Otávia era a única filha do imperador Cláudio de seu terceiro casamento com sua prima de segundo grau Valéria Messalina. Ela foi batizada em homenagem à sua bisavó Otávia, a Jovem, a segunda irmã mais velha do imperador Augusto. Ela era meia-irmã de Cláudia Antônia, a filha de Cláudio com sua segunda esposa, Élia Petina, e irmã de Britânico.

### Primeiros anos
Nascida em Roma, Otávia foi prometida ainda muito jovem ao futuro pretor Lúcio Júnio Silano Torquato, também descendente de Augusto.
Sua mãe foi executada em 48 por conspirar para matar seu pai, Cláudio, que se casou novamente com sua sobrinha (e prima de Otávia) Agripina, a Jovem. Nero (na época conhecido apenas como Lúcio Domício Enobarbo) era filho dela de seu primeiro casamento.
Agripina, manipulando e articulando, conseguiu desfazer o noivado de Otávia e Lúcio Silano e persuadiu Cláudio a adotar Nero como seu filho, nomeá-lo herdeiro e a casá-lo com Otávia em 9 de junho de 53.

### Imperatriz
Cláudio morreu em 13 de outubro de 54 e Nero ascendeu ao trono, provavelmente envenenando o irmão de Otávia, Britânico, no início de 55 para assegurar sua posição. Tácito afirma que, a partir deste momento, Otávia se tornou extremamente infeliz, mas aprendeu a esconder suas afeições e sentimentos à volta do marido e do irmão de criação. Otávia seu viu então envolvida na luta entre Nero e sua mãe, que só terminou quando o imperador assassinou a mãe em março de 59.
Ainda que tenha sido admirada como imperatriz pelo povo de Roma, Otávia teve um casamento infeliz. Ela era uma "esposa aristocrática e virtuosa" (nas palavras de Tácito), enquanto Nero a detestava. Segundo Tácito e Suetônio, ele se entediou com  ela e tentou estrangulá-la várias vezes (segundo Suetônio) e teve diversos casos amorosos, particularmente com a escrava liberta Cláudia Acte e, posteriormente, com Popeia Sabina. Quando Popeia ficou grávida, Nero se divorciou de Otávia e a acusou de ser infértil, casando-se com a amante doze dias depois.

### Banimento e morte
Nero e Popeia então baniram Otávia para a ilha de Pandateria numa acusação falsa de adultério. Quando Otávia reclamou do tratamento que estava recebendo, suas damas-de-companhia foram torturadas até a morte.
O banimento de Otávia se tornou tão impopular que os cidadãos de Roma protestaram, realizando passeatas nas ruas com estátuas de Otávia decoradas com flores e clamando a sua volta. Nero, apavorado, quase concordou em casar-se novamente com Otávia, mas, ao invés disso, assinou a sentença de morte de sua ex-esposa.
Dias depois, Otávia foi amarrada e suas veias fora abertas num tradicional ritual romano de suicídio. Num banho muito quente, ela terminou sufocada e teve a sua cabeça cortada e enviada para Popeia. Sua morte foi muito sentida na capital imperial e, de acordo com Suetônio, Nero teve pesadelos por anos sobre ela e sua mãe, Agripina.